# Girl (2025)
Girl (chinesisch 女孩, Pinyin Nǚhái) ist ein taiwanischer Spielfilm von Shu Qi aus dem Jahr 2025. Das Jugenddrama ist Ende der 1980er-Jahre angesiedelt. Im Mittelpunkt der Handlung steht ein introvertiertes Mädchen, das versucht, seiner schmerzvollen Vergangenheit zu entfliehen. Die Uraufführung des Films findet Anfang September 2025 bei den Internationalen Filmfestspielen von Venedig statt.

## Handlung
Taiwan im Jahr 1988: Hsiao-lee wächst in einer freudlosen Umgebung auf. Das Mädchen lebt still und zurückgezogen vor sich hin. Dies ändert sich, als es eines Tages die Bekanntschaft von Li-li macht. Das etwa gleichaltrige Kind steckt Hsiao-lee mit ihrer lebhaften und unbeschwerten Art an.
Als Hsiao-lee beginnt, sich ihrer Umwelt zu öffnen, holt sie die Vergangenheit ihrer Mutter Chuan ein. Die alten Erlebnisse spiegeln ihren eigenen Schmerz wider. Zwischen familiärem Erbe und dem Wunsch nach einem freien Leben versucht sie ihren Weg finden.

## Entstehungsgeschichte

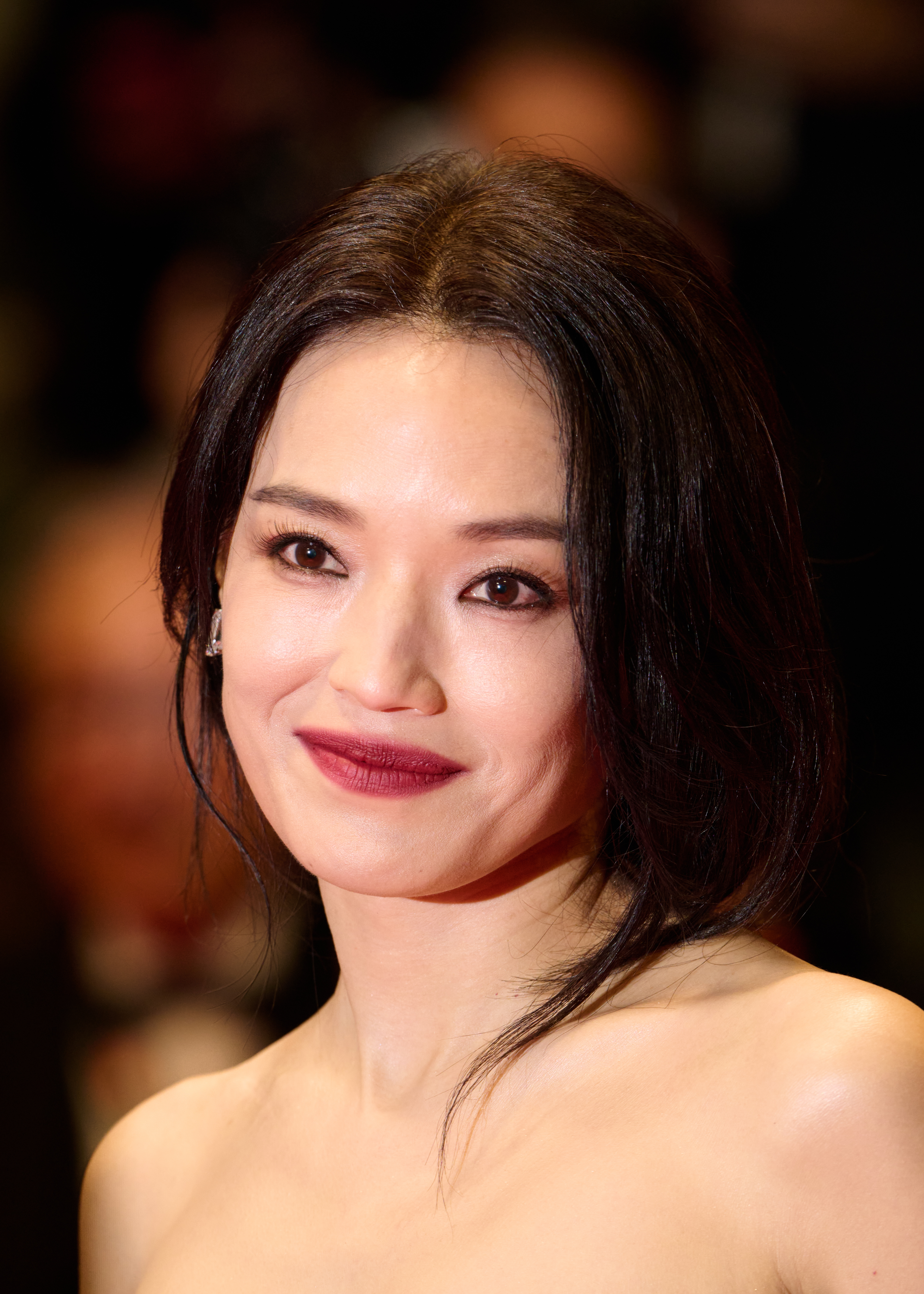
Shu Qi (2025)

Girl ist das Spielfilmdebüt der vielfach preisgekrönten taiwanischen Kinodarstellerin Shu Qi. Nach 30 Jahren im Filmgeschäft sei sie im Rahmen der Filmfestspiele von Venedig 2023 dazu angeregt worden, als Regisseurin und Drehbuchautorin hinter die Kamera zu wechseln. Am damaligen Festival hatte sie als Jurymitglied des Hauptwettbewerbs teilgenommen, den das Kostümdrama Poor Things gewann.
Einen großen Einfluss auf Girl soll auch der taiwanische Filmemacher Hou Hsiao-Hsien gehabt haben. Er hatte Shu Qi für Hauptrollen in seinen prämierten Spielfilmen Millennium Mambo (2001), Three Times (2005) und The Assassin (2015) verpflichtet. Ohne Hou wäre ihr Regiedebüt nie zustande gekommen, so Shu Qi.
Neben den beiden Kinderdarstellerinnen gehören die taiwanischen Schauspieler Roy Chiu und Bai Xiao-Ying sowie die Sängerin 9m88 zum Darstellerensemble von Girl. Die Dreharbeiten endeten im Herbst 2024.
Der Film wurde von Yeh Jufeng produziert. Finanziell an dem Projekt beteiligten sich die Unternehmen CMC Entertainment, Wow Momentum, J.Q. Pictures und Aranya Pictures. Die Verleihrechte in Asien hält das Unternehmen Mandarin Vision. Im asiatischen Ausland kümmert sich die in Paris ansässige Firma Goodfellas um die Veröffentlichungsrechte.

## Veröffentlichung
Die Weltpremiere von Girl erfolgt am 4. September 2025 im Rahmen des 82. Internationalen Filmfestivals von Venedig. Der Beitrag wurde in den Hauptwettbewerb aufgenommen.

## Auszeichnungen
Shu Qi wurde mit Girl in den Wettbewerb um den Goldenen Löwen der Filmfestspiele von Venedig eingeladen. Zuletzt hatte im Jahr 2013 mit Stray Dogs von Tsai Ming-liang eine taiwanische Produktion um den Hauptpreis konkurriert.